# Oggettivismo (Ayn Rand)

Ayn Rand nello Studio Ovale della Casa Bianca con il marito Frank O'Conner nel 1974 con il presidente Gerald Ford, Rose Goldsmith e Alan Greenspan.

L'oggettivismo è un sistema filosofico sviluppato dalla scrittrice e filosofa russo-americana Ayn Rand. L'autrice lo descrive come "il concetto di uomo come essere eroico, con la propria felicità come scopo morale della sua vita, con la realizzazione produttiva come attività più nobile e la ragione come unico assoluto".
Rand ha espresso l'oggettivismo dapprima nella sua narrativa, in particolare ne La fonte meravigliosa (1943) e La rivolta di Atlante (1957), e successivamente in saggi e libri di saggistica. Leonard Peikoff, un filosofo professionista ed erede intellettuale designato da Rand, ha successivamente dato una struttura più formale. Peikoff caratterizza l'oggettivismo come un "sistema chiuso" nella misura in cui i suoi "principi fondamentali" sono stati stabiliti da Rand e non sono soggetti a cambiamenti. Tuttavia, ha affermato che "nuove implicazioni, applicazioni e integrazioni possono sempre essere scoperte".
I principali principi dell'oggettivismo sono che la realtà esiste indipendentemente dalla coscienza, che gli esseri umani hanno un contatto diretto con la realtà attraverso la percezione sensoriale (vedi realismo diretto e indiretto), che si può ottenere conoscenza oggettiva dalla percezione attraverso il processo del concetto di formazione e tramite la logica induttiva, che lo scopo moralmente proprio della vita di una persona è la ricerca della propria felicità (vedi egoismo razionale), che l'unico sistema sociale coerente con questa morale è quello che mostra pieno rispetto per diritti individuali, incarnato dal capitalismo laissez-faire, e che il ruolo dell'arte nella vita umana è trasformare le idee metafisiche dell'uomo mediante la riproduzione selettiva della realtà in una forma fisica - un'opera d'arte - che si può comprendere ed a cui si può rispondere emotivamente.
I filosofi accademici hanno generalmente prestato poca attenzione o hanno respinto la filosofia di Rand, sebbene un numero minore di accademici lo supporti. Tuttavia, l'Oggettivismo è stata un'influenza persistente tra libertari di destra e conservatori statunitensi. Il Movimento Oggettivista, fondato da Rand, cerca di diffondere le sue idee al pubblico e in ambito accademico. Nel 1990, alcuni membri del movimento oggettivista che si sono distaccati dall'Ayn Rand Institute di Peikoff, a causa di divergenze sull'interpretare l'oggettivismo come un "sistema chiuso" oppure un "sistema aperto", hanno istituito l'Atlas Society.

## Filosofia

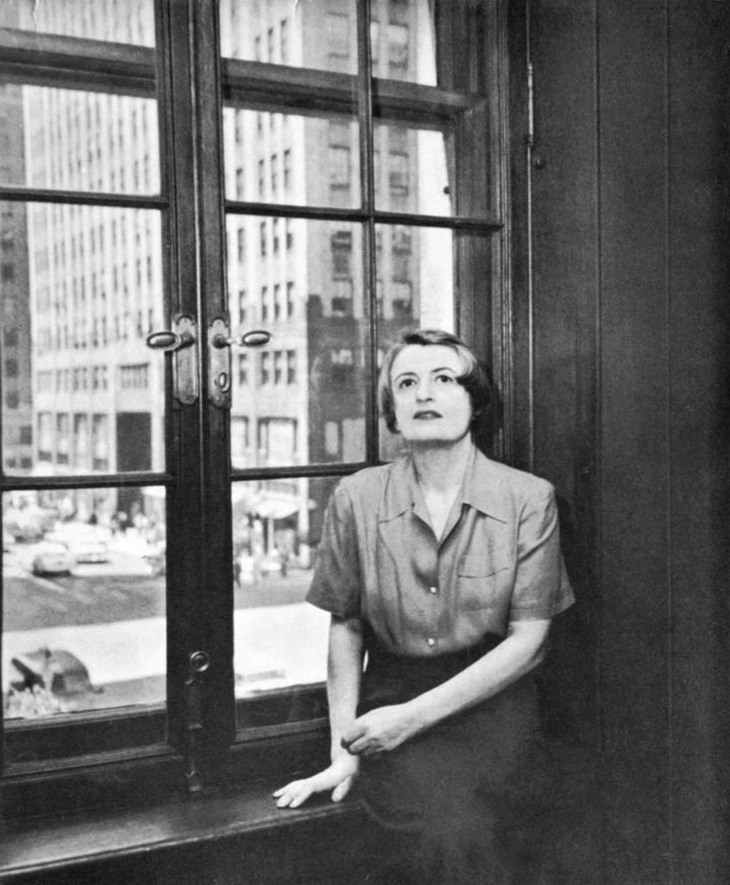
Ayn Rand nel 1957

Rand originariamente espresse le sue idee nei suoi romanzi, più notevolmente in The Fountainhead e Atlas Shrugged. Ha ulteriormente elaborato su di esse nei suoi periodici The Objectivist Newsletter, The Objectivist, e The Ayn Rand Letter, e in libri di saggistica come Introduction to Objectivist Epistemology e La virtù dell'egoismo.
Il nome "oggettivismo" deriva dall'idea che la conoscenza e i valori umani sono oggettivi: esistono e sono determinati dalla natura della realtà, da scoprire con la propria mente, e non sono creati dai pensieri che si ha. Rand ha dichiarato di aver scelto il nome perché il suo termine preferito per una filosofia basata sulla primazia dell'esistenza- "esistenzialismo" - era già stato preso.
Rand ha caratterizzato l'Oggettivismo come "una filosofia per vivere sulla terra", basata sulla realtà, e intesa come un metodo per definire la natura umana e la natura del mondo in cui viviamo.

### Metafisica: realtà oggettiva
La filosofia di Rand inizia con tre assiomi: esistenza, coscienza, e identità. Rand ha definito un assioma come "un'affermazione che identifica la base della conoscenza e di qualsiasi ulteriore affermazione relativa a quella conoscenza, un'affermazione necessariamente contenuta in tutte le altre, se un particolare oratore sceglie di identificarla o meno. Un assioma è una proposizione che sconfigge i suoi avversari con il fatto che devono accettarlo e usarlo nel processo di qualsiasi tentativo di negarlo." Come il filosofo oggettivista Leonard Peikoff ha sostenuto, l'argomento di Rand per gli assiomi "non è una prova che gli assiomi di esistenza, coscienza e identità siano veri. È la prova che sono assiomi, che sono alla base della conoscenza e quindi ineludibili."
Rand ha detto che esistenza è il fatto percettivamente evidente alla base di ogni altra conoscenza, cioè che "l'esistenza esiste". Ha ulteriormente affermato che essere è essere qualcosa, che "l'esistenza è identità". Cioè, essere è essere "un'entità di una specifica natura composta da specifici attributi". Ciò che non ha natura o attributi non esiste e non può esistere. L'assioma dell'esistenza viene concettualizzato come differenziazione di qualcosa da nulla, mentre la legge di identità viene concettualizzata come differenziazione di una cosa da un'altra, cioè la prima consapevolezza della legge di non contraddizione, un'altra base cruciale per il resto della conoscenza. Come Rand ha scritto, "Una foglia... non può essere tutta rossa e verde allo stesso tempo, non può congelare e bruciare allo stesso tempo... A è A." L'Oggettivismo rifiuta la credenza in qualsiasi cosa presumibilmente trascendente l'esistenza.
Rand ha sostenuto che la coscienza è "la facoltà di percepire ciò che esiste". Come ha detto, "essere coscienti è essere coscienti di qualcosa", vale a dire la coscienza stessa non può essere distinta o concettualizzata se non in relazione a una realtà indipendente. "Non può essere consapevole solo di sé stessa - non c'è un 'sé stessa' finché non è consapevole di qualcosa." Così, l'Oggettivismo sostiene che la mente non crea la realtà, ma piuttosto, è un mezzo per scoprire la realtà. Espressa diversamente, l'esistenza ha "primazia" sulla coscienza, che deve conformarsi ad essa. Qualsiasi altro tipo di argomento Rand lo ha denominato "la primazia della coscienza", inclusa qualsiasi variante del soggettivismo metafisico o del teismo.
La filosofia oggettivista deriva le sue spiegazioni dell'azione e della causalità dall'assioma di identità, riferendosi alla causalità come "la legge di identità applicata all'azione". Secondo Rand, sono le entità che agiscono, e ogni azione è l'azione di un'entità. Il modo in cui le entità agiscono è causato dalla natura specifica (o "identità") di quelle entità; se fossero diverse, agirebbero diversamente. Come con gli altri assiomi, una comprensione implicita della causalità deriva dalle osservazioni primarie delle connessioni causali tra entità anche prima che venga identificata verbalmente e serve come base per ulteriori conoscenze.

### Epistemologia: ragione
Secondo Rand, ottenere conoscenze oltre a quelle fornite dalla percezione richiede sia volizione (o l'esercizio della libera volontà) sia l'esecuzione di un metodo specifico di validazione mediante osservazione, formazione dei concetti e l'applicazione della induzione e della deduzione. Ad esempio, una credenza nei draghi, per quanto sincera, non significa che la realtà includa draghi. Un processo di prova che identifica la base nella realtà di un'affermazione di conoscenza rivendicata è necessario per stabilire la sua verità.
L'epistemologia oggettivista inizia con il principio che "la coscienza è identificazione". Questo è inteso come una diretta conseguenza del principio metafisico che "l'esistenza è identità". Rand ha definito "ragione" come "la facoltà che identifica e integra il materiale fornito dai sensi dell'uomo". Rand ha scritto "Il concetto fondamentale di metodo, quello su cui tutti gli altri dipendono, è logica. La caratteristica distintiva della logica (l'arte dell'identificazione non contraddittoria) indica la natura delle azioni (azioni di coscienza richieste per ottenere un'identificazione corretta) e il loro obiettivo (conoscenza)—omettendo la lunghezza, la complessità o i passaggi specifici del processo di inferenza logica, così come la natura del particolare problema cognitivo coinvolto in qualsiasi dato istante di uso della logica."
Secondo Rand, coscienza possiede una identità specifica e finita, proprio come tutto ciò che esiste; quindi, deve operare secondo un metodo specifico di validazione. Un elemento di conoscenza non può essere "squalificato" perché è stato raggiunto attraverso un processo specifico in una forma particolare. Così, per Rand, il fatto che la coscienza debba essa stessa possedere identità implica il rifiuto sia dello scetticismo universale basato sui "limiti" della coscienza, sia di qualsiasi pretesa di rivelazione, emozione o credenza basata sulla fede.
L'epistemologia oggettivista sostiene che tutta la conoscenza è in ultima analisi basata sulla percezione. "I percept, non le sensazioni, sono il dato, l'evidente." Rand considerava la validità dei sensi come assiomatica e affermava che gli argomenti presunti contrari commettono tutti la fallacia del "concetto rubato" presupponendo la validità di concetti che, a loro volta, presuppongono la validità dei sensi. Lei ha affermato che la percezione, essendo determinata fisiologicamente, è incapace di errore. Ad esempio, le illusioni ottiche sono errori nell'identificazione concettuale di ciò che si vede, non errori della vista stessa. La validità della percezione sensoriale, quindi, non è suscettibile di prova (perché è presupposta da ogni prova poiché la prova è solo una questione di addurre prove sensoriali) né dovrebbe essere negata (poiché gli strumenti concettuali che si dovrebbero usare per farlo sono derivati dai dati sensoriali). L'errore percettivo, quindi, non è possibile. Rand conseguentemente respingeva lo scetticismo epistemologico, poiché affermava che la pretesa degli scettici di conoscenza "distorta" dalla forma o dai mezzi di percezione è impossibile.
La teoria oggettivista della percezione distingue tra la forma e loggetto. La forma in cui un organismo percepisce è determinata dalla fisiologia dei suoi sistemi sensoriali. Qualunque sia la forma in cui l'organismo percepisce, ciò che percepisce—l'oggetto della percezione—è la realtà. Rand conseguentemente respingeva la dicotomia kantiana tra "le cose come le percepiamo" e "le cose come sono di per sé". Rand scrisse:

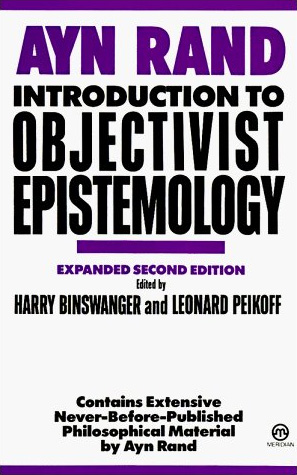
Il Introduction to Objectivist Epistemology di Rand spiega la sua teoria della formazione dei concetti.

L'aspetto dell'epistemologia che Rand ha più elaborato è la teoria della formazione dei concetti, che lei ha presentato in Introduction to Objectivist Epistemology. Ha sostenuto che i concetti sono formati da un processo di omissione della misura. Peikoff ha descritto questo processo come segue:
Secondo Rand, "il termine 'misure omesse' non significa, in questo contesto, che le misure sono considerate inesistenti; significa che le misure esistono, ma non sono specificate. Che le misure devono esistere è una parte essenziale del processo. Il principio è: le misure rilevanti devono esistere in qualche quantità, ma possono esistere in qualsiasi quantità."
Rand ha sostenuto che i concetti sono organizzati gerarchicamente. Concetti come 'cane', che riuniscono "concreti" disponibili nella percezione, possono essere differenziati (nei concetti di 'bassotto', 'barboncino', ecc.) o integrati (insieme a 'gatto', ecc., nel concetto di 'animale'). Concetti astratti come 'animale' possono essere ulteriormente integrati, tramite "astrazione dalle astrazioni", in concetti come 'essere vivente'. I concetti sono formati nel contesto della conoscenza disponibile. Un bambino piccolo differenzia i cani dai gatti e dai polli ma non deve esplicitamente differenziarli dai vermi tubolari degli abissi marini, o da altri tipi di animali ancora non noti a lui, per formare un concetto 'cane'.
A causa della sua caratterizzazione dei concetti come classificazioni "aperte" che vanno ben oltre le caratteristiche incluse nelle loro definizioni passate o attuali, l'epistemologia oggettivista respinge la distinzione analitico-sintetica come una falsa dicotomia e nega la possibilità della conoscenza a priori.
Rand respingeva il "sentimento" come fonti di conoscenza. Rand riconosceva l'importanza dell'emozione per gli esseri umani, ma sosteneva che le emozioni sono una conseguenza delle idee consce o subconscie che una persona già accetta, non un mezzo per raggiungere la consapevolezza della realtà. "Le emozioni non sono strumenti di cognizione." Rand respingeva anche tutte le forme di fede o misticismo, termini che usava in modo sinonimo. Definiva la fede come "l'accettazione di affermazioni senza prove o prove, sia a prescindere sia contro le prove dei propri sensi e della ragione... Il misticismo è la pretesa di un qualche mezzo di conoscenza non sensoriale, non razionale, non definibile, non identificabile, come 'istinto', 'intuizione', 'rivelazione' o qualsiasi forma di 'semplice sapere'." Fare affidamento sulla rivelazione è come fare affidamento su una tavola Ouija; bypassa la necessità di mostrare come collega i suoi risultati alla realtà. La fede, per Rand, non è una "scorciatoia" alla conoscenza, ma un "cortocircuito" che la distrugge.
L'Oggettivismo riconosce i fatti che gli esseri umani hanno conoscenze limitate, sono vulnerabili agli errori e non comprendono istantaneamente tutte le implicazioni della loro conoscenza. Secondo Peikoff, si può essere certi di una proposizione se tutte le prove disponibili la verificano, cioè può essere logicamente integrata con il resto della propria conoscenza; si è quindi certi nel contesto delle prove.
Rand respingeva la tradizionale dicotomia razionalista/empirismo argomentando che essa incarna una falsa alternativa: conoscenza concettualmente basata indipendente dalla percezione (razionalismo) contro conoscenza basata sulla percezione indipendente dai concetti (empirismo). Rand sosteneva che nessuna delle due è possibile perché i sensi forniscono il materiale della conoscenza mentre l'elaborazione concettuale è anche necessaria per stabilire proposizioni conoscibili.

#### Critiche all'epistemologia oggettivista
Il filosofo John Hospers, influenzato da Rand e condividente le sue opinioni morali e politiche, non era d'accordo con lei riguardo a questioni di epistemologia. Alcuni filosofi, come Tibor Machan, hanno sostenuto che l'epistemologia oggettivista è incompleta.
Il professor di psicologia Robert L. Campbell scrive che il rapporto tra l'epistemologia oggettivista e le scienze cognitive rimane poco chiaro perché Rand ha fatto affermazioni sulla cognizione umana e il suo sviluppo che appartengono alla psicologia, eppure Rand ha anche sostenuto che la filosofia è logicamente prioritaria rispetto alla psicologia e in nessun modo dipendente da essa.
I filosofi Randall Dipert e Roderick Long hanno sostenuto che l'epistemologia oggettivista confonde il processo percettivo con il quale i giudizi sono formati con il modo in cui devono essere giustificati, lasciando così poco chiaro come i dati sensoriali possano validare giudizi strutturati proposizionalmente.

### Etica: auto-interesse
L'Oggettivismo include un ampio trattamento di questioni etiche. Rand ha scritto sulla morale nelle sue opere Noi vivi (1936), La rivoltà di Atlante (1957) e La virtù dell'egoismo (1964). Rand definisce la moralità come "un codice di valori per guidare le scelte e le azioni dell'uomo—le scelte e le azioni che determinano lo scopo e il corso della sua vita". Rand sosteneva che la prima domanda non è quale dovrebbe essere il codice di valori, la prima domanda è "L'uomo ha bisogno di valori affatto—e perché?" Secondo Rand, "è solo il concetto di 'Vita' che rende possibile il concetto di 'Valore'", e "il fatto che un'entità vivente esiste, determina ciò che deve fare". Rand scrive: "c'è solo un'alternativa fondamentale nell'universo: esistenza o non-esistenza - e riguarda una sola classe di entità: organismi viventi. L'esistenza della materia inanimata è incondizionata, l'esistenza della vita non lo è: dipende da un corso d'azione specifico. [...] È solo un organismo vivente che si trova di fronte a un'alternativa costante: la questione della vita o della morte".
Rand sosteneva che l'enfasi primaria del libero arbitrio dell'uomo è la scelta: 'pensare o non pensare'. "Pensare non è una funzione automatica. In qualsiasi ora e questione della sua vita, l'uomo è libero di pensare o di evitare quell'impresa. Pensare richiede uno stato di piena, focalizzata consapevolezza. L'atto di focalizzare la propria coscienza è volontario. L'uomo può focalizzare la sua mente su una realtà attiva, volutamente diretta, o può sfocalizzarla e lasciarsi andare in uno stato semicosciente, semplicemente reagendo a qualsiasi stimolo casuale del momento, alla mercé del suo meccanismo sensoriale-percettivo non diretto e di qualsiasi connessione associativa casuale che esso possa stabilire." Secondo Rand, quindi, possedendo la volontà libera, gli esseri umani devono scegliere i loro valori: non si ha automaticamente la propria vita come valore ultimo. Se in realtà le azioni di una persona promuovono e realizzano la sua vita o no è una questione di fatto, come lo è per tutti gli altri organismi, ma se una persona agirà per promuovere il proprio benessere è a sua discrezione, non è cablato nella sua fisiologia. "L'uomo ha il potere di agire come il proprio distruttore - ed è così che ha agito per la maggior parte della sua storia."
In Atlas Shrugged, Rand ha scritto "La mente dell'uomo è il suo strumento di base di sopravvivenza. La vita gli è data, la sopravvivenza no. Il suo corpo gli è dato, il suo sostentamento no. La sua mente gli è data, il suo contenuto no. Per rimanere in vita, deve agire e prima di poter agire deve conoscere la natura e lo scopo della sua azione. Non può ottenere il suo cibo senza conoscenza del cibo e del modo di ottenerlo. Non può scavare una fossa - o costruire un ciclotrone - senza una conoscenza del suo scopo e dei mezzi per raggiungerlo. Per rimanere in vita, deve pensare." Nei suoi romanzi, The Fountainhead e Atlas Shrugged, ha anche enfatizzato l'importanza del lavoro produttivo, dell'amore romantico e dell'arte per la felicità umana, e ha drammatizzato il carattere etico del loro perseguimento. La principale virtù nell'etica oggettivista è razionalità, come Rand intendeva "il riconoscimento e l'accettazione della ragione come unica fonte di conoscenza, unico giudice dei valori e unica guida all'azione".
Lo scopo di un codice morale, ha detto Rand, è fornire i principi di riferimento ai quali l'uomo può raggiungere i valori di cui la sua sopravvivenza ha bisogno. Rand riassume:
Se [l'uomo] sceglie di vivere, un'etica razionale gli dirà quali principi di azione sono necessari per attuare la sua scelta. Se non sceglie di vivere, la natura seguirà il suo corso. La realtà pone all'uomo molti "doveri", ma tutti sono condizionali: la formula della necessità realistica è: "devi, se –" e l'if sta per la scelta dell'uomo:
La spiegazione di Rand sui valori presenta la proposizione che l'obbligo morale primario di un individuo è quello di realizzare il proprio benessere: è per la sua vita e il suo interesse personale che un individuo dovrebbe obbedire a un codice morale. L'egoismo etico è una conseguenza del porre la vita dell'uomo come standard morale. Rand credeva che l'egoismo razionale sia la logical consequence di seguire le prove fino alla loro conclusione logica. L'unica alternativa sarebbe quella di vivere senza un orientamento verso la realtà.
Una conseguenza dell'approvazione di Rand dell'interesse personale è il suo rifiuto della dottrina etica dell'altruismo - che ha definito nel senso dell'altruismo di Auguste Comte (che ha popolarizzato il termine), come un obbligo morale di vivere per il bene degli altri. Rand ha anche rifiutato il soggettivismo. Un "adoratore del capriccio" o "edonista", secondo Rand, non è motivato dal desiderio di vivere la sua propria vita umana, ma dal desiderio di vivere a un livello sub-umano. Invece di usare "ciò che promuove la mia (umana) vita" come suo standard di valore, egli scambia "ciò che (casualmente) valorizzo" per uno standard di valore, in contraddizione con il fatto che, esistenzialmente, è un organismo umano e quindi razionale. "Io valorizzo" nell'adorazione del capriccio o nell'edonismo può essere sostituito con "noi valorizziamo", "lui valuta", "loro valorizzano" o "Dio valuta", e tuttavia, rimarrebbe dissociato dalla realtà. Rand ha ripudiato l'equazione dell'egoismo razionale con l'egoismo "senza sé" edonistico o adoratore del capriccio. Ha affermato che il primo è buono, e il secondo cattivo, e che esiste una differenza fondamentale tra loro.
Per Rand, tutte le principali virtue sono applicazioni del ruolo della ragione come strumento di base di sopravvivenza dell'uomo: razionalità, onestà, giustizia, indipendenza, integrità, produttività e orgoglio—ciascuna delle quali spiega in dettaglio in "L'Etica Oggettivista". L'essenza dell'etica oggettivista è riassunta dal giuramento a cui si attiene il personaggio di Atlas Shrugged, John Galt: "Giuro—per la mia vita e il mio amore per essa—che non vivrò mai per il bene di un altro uomo, né chiederò a un altro uomo di vivere per il mio."

#### Critica all'etica oggettivista
Alcuni filosofi hanno criticato l'etica oggettivista. Il filosofo Robert Nozick sostiene che l'argomentazione fondamentale di Rand in etica è infondata perché non spiega perché qualcuno non potrebbe preferire razionalmente morire e non avere valori, per promuovere qualche valore particolare. Egli sostiene che il suo tentativo di difendere la moralità dell'egoismo è quindi un esempio di begging the question. Nozick sostiene anche che la soluzione di Rand al famoso is-ought problem di David Hume è insoddisfacente. In risposta, i filosofi Douglas B. Rasmussen e Douglas Den Uyl hanno sostenuto che Nozick ha frainteso il caso di Rand.
Charles King ha criticato l'esempio di Rand di un robot indistruttibile per dimostrare il valore della vita come errato e confuso. In risposta, Paul St. F. Blair ha difeso le conclusioni etiche di Rand, mantenendo tuttavia che i suoi argomenti potrebbero non essere stati approvati da Rand.

### Politica: diritti individuali e capitalismo
La difesa di Rand della libertà individuale integra elementi dalla sua intera filosofia. Poiché la ragione è il mezzo della conoscenza umana, è quindi il mezzo più fondamentale di sopravvivenza di ogni persona ed è necessario per il conseguimento dei valori. L'uso o la minaccia di forza neutralizza l'effetto pratico della ragione di un individuo, sia che la forza provenga dallo stato o da un criminale. Secondo Rand, "la mente dell'uomo non funzionerà sotto la minaccia di una pistola". Pertanto, l'unico tipo di comportamento umano organizzato coerente con il funzionamento della ragione è quello della cooperazione volontaria. La persuasione è il metodo della ragione. Per natura, l'irrazionalità palese non può fare affidamento sull'uso della persuasione e deve alla fine ricorrere alla forza per prevalere. Così, Rand sosteneva che ragione e libertà sono correlate, proprio come sosteneva che misticismo e forza sono correlati. Sulla base di questa comprensione del ruolo della ragione, gli oggettivisti affermano che l'inizio della forza fisica contro la volontà di un altro è immorale, così come sono le iniziative indirette di forza attraverso minacce, frode, o violazione di contratto. L'uso della forza difensiva o ritorsiva, d'altra parte, è appropriato.
L'oggettivismo sostiene che poiché l'opportunità di usare la ragione senza l'iniziazione della forza è necessaria per conseguire valori morali, ogni individuo ha un diritto morale inalienabile di agire come la sua stessa giudizio diretto e di mantenere il prodotto del suo sforzo. Peikoff, spiegando la base dei diritti, ha affermato, "In contenuto, come i padri fondatori hanno riconosciuto, c'è un diritto fondamentale, che ha diverse derivazioni maggiori. Il diritto fondamentale è il diritto alla vita. Le sue derivazioni maggiori sono il diritto alla libertà, alla proprietà e alla ricerca della felicità." "Un 'diritto' è un principio morale che definisce e sanziona la libertà di azione di un uomo in un contesto sociale." Questi diritti sono specificamente intesi come diritti all'azione, non a risultati specifici o oggetti, e gli obblighi creati dai diritti sono di natura negativa: ogni individuo deve astenersi dal violare i diritti degli altri. Gli oggettivisti respingono nozioni alternative di diritti, come diritti positivi, diritti collettivi e i diritti degli animali. L'oggettivismo sostiene che l'unico sistema sociale che riconosce pienamente i diritti individuali è il capitalismo, specificamente quello che Rand descriveva come "capitalismo di laissez-faire completo, puro, non controllato, non regolamentato". L'oggettivismo considera il capitalismo come il sistema sociale più benefico per i poveri, ma non considera questa la sua giustificazione principale. Piuttosto, è l'unico sistema sociale morale. L'oggettivismo sostiene che solo le società che cercano di stabilire la libertà (o le nazioni libere) hanno un diritto all'autodeterminazione.
L'oggettivismo descrive il governo come "il mezzo per mettere sotto controllo oggettivo l'uso ritorsivo della forza fisica—cioè, sotto leggi definitivamente oggettive"; di conseguenza, il governo è sia legittimo che estremamente importante per proteggere i diritti individuali. Rand si opponeva all'anarchismo perché riteneva che mettere la polizia e i tribunali sul mercato sia un errore intrinseco di giustizia. L'oggettivismo afferma che le funzioni appropriate di un governo sono "la polizia, per proteggere gli uomini dai criminali—le forze armate, per proteggere gli uomini dagli invasori stranieri—i tribunali, per risolvere le dispute tra gli uomini secondo leggi oggettive", l'esecutivo, e la legislatura. Inoltre, proteggendo i diritti individuali, il governo agisce come agente dei suoi cittadini e "non ha diritti eccetto quelli delegati a esso dai cittadini" e deve agire in modo imparziale secondo leggi specifiche e definitivamente oggettive.
Rand sosteneva che i monopoli limitati sui diritti di proprietà intellettuale concessi a determinati inventori e artisti su base del primo a depositare fossero morali perché considerava tutta la proprietà fondamentalmente intellettuale. Inoltre, il valore di un prodotto commerciale deriva in parte dal lavoro necessario dei suoi inventori. Tuttavia, Rand riteneva importanti i limiti su brevetti e diritti d'autore e affermava che se fossero stati concessi a perpetuità, avrebbe necessariamente portato a un collettivismo de facto.
Rand si opponeva al razzismo e a qualsiasi applicazione legale del razzismo. Considerava l'affirmative action come un esempio di razzismo legale. Rand sosteneva il diritto all'aborto legale. Rand riteneva che la pena capitale fosse moralmente giustificata come retribuzione contro un assassino, ma pericolosa a causa del rischio di esecuzione errata di persone innocenti e di facilitare l'omicidio di stato. Pertanto, dichiarava di opporsi alla pena capitale "su basi epistemologiche, non morali". Si opponeva alla leva militare obbligatoria. Si opponeva a qualsiasi forma di censura, incluse le restrizioni legali su pornografia, opinione o culto, affermando famosamente: "Nel passaggio allo statismo, ogni violazione dei diritti umani è iniziata con i praticanti meno attraenti di un dato diritto".
Gli oggettivisti si sono anche opposti a numerose attività governative comunemente approvate sia dai liberali che dai conservatori, inclusi le leggi antitrust, il salario minimo, istruzione pubblica, e le leggi esistenti sul lavoro minorile. Gli oggettivisti si sono schierati contro le iniziative basate sulla fede, l'esposizione di simboli religiosi nelle strutture governative, e l'insegnamento del "disegno intelligente" nelle scuole pubbliche. Rand si opponeva alla tassazione involontaria e credeva che il governo potesse essere finanziato volontariamente, anche se pensava che ciò sarebbe potuto accadere solo dopo l'attuazione di altre riforme del governo.

#### Critiche alla filosofia politica
Alcuni critici, tra cui economisti e filosofi politici come Murray Rothbard, David D. Friedman, Roy Childs, Norman P. Barry e Chandran Kukathas, hanno sostenuto che l'etica oggettivista è compatibile con l'anarcocapitalismo piuttosto che con il miniarchismo.

### Estetica: giudizi di valore metafisico
La teoria oggettivista dell'art deriva dalla sua epistemologia, attraverso la "psico-epistemologia" (termine di Rand per la modalità caratteristica di funzionamento di un individuo nell'acquisizione della conoscenza). Secondo l'oggettivismo, l'arte soddisfa un bisogno cognitivo umano: permette agli esseri umani di comprendere i concetti come se fossero percept. L'oggettivismo definisce "arte" come una "ricreazione selettiva della realtà secondo i giudizi di valore metafisico dell'artista" — ovvero, secondo ciò che l'artista ritiene essere veramente vero e importante riguardo alla natura della realtà e dell'umanità. In questo senso, l'oggettivismo considera l'arte come un modo di presentare astrazioni concretamente, in forma percettiva.
Il bisogno umano di arte, secondo questa idea, deriva dalla necessità di economia cognitiva. Un concetto è già una sorta di abbreviazione mentale che rappresenta un gran numero di concreti, permettendo a un essere umano di pensare indirettamente o implicitamente a molti più concreti di quanti possano essere mantenuti esplicitamente in mente. Ma un essere umano non può mantenere indefinitamente molti concetti esplicitamente in mente — eppure, secondo l'oggettivismo, hanno bisogno di un quadro concettuale completo per fornire una guida nella vita. L'arte offre una via d'uscita da questo dilemma fornendo un mezzo percettivo, facilmente comprensibile per comunicare e riflettere su una vasta gamma di astrazioni, inclusi i giudizi di valore metafisico. L'oggettivismo considera l'arte come un modo efficace per comunicare un ideale morale o etico. Tuttavia, l'oggettivismo non considera l'arte come propagandistica: anche se l'arte coinvolge valori morali e ideali, il suo scopo non è educare, ma solo mostrare o proiettare. Inoltre, l'arte non deve essere, e solitamente non è, il risultato di una filosofia pienamente sviluppata ed esplicita. Solitamente, essa deriva dal senso della vita dell'artista (che è preconcettuale e in gran parte emotivo).
L'obiettivo finale degli sforzi artistici di Rand era quello di ritrarre l'uomo ideale. The Fountainhead è il miglior esempio di questo sforzo. Rand utilizza il personaggio di Roark per incarnare il concetto dell'uomo superiore, che lei crede sia ciò che la grande arte dovrebbe fare: incarnare le caratteristiche del meglio dell'umanità. Questo simbolismo dovrebbe essere rappresentato in tutta l'arte; l'espressione artistica dovrebbe essere un'estensione della grandezza dell'umanità.
Rand affermava che il Romanticismo fosse la scuola più alta di arte letteraria, notando che il Romanticismo era "basato sul riconoscimento del principio che l'uomo possiede la facoltà della volontà", in assenza del quale, Rand credeva, la letteratura fosse privata del potere drammatico, aggiungendo:
Il termine "romanticismo", tuttavia, è spesso associato all'emotivismo, al quale l'oggettivismo è completamente opposto. Storicamente, molti artisti romantici erano filosoficamente soggettivista. La maggior parte degli oggettivisti che sono anche artisti aderisce a ciò che essi definiscono realismo romantico, che è come Rand descriveva il proprio lavoro.

## Sviluppo ad opera di altri autori
Diversi autori hanno sviluppato e applicato le idee di Rand nel proprio lavoro. Rand descrisse The Ominous Parallels di Peikoff (1982), come "il primo libro di un filosofo oggettivista diverso da me". Nel 1991, Peikoff pubblicò Objectivism: The Philosophy of Ayn Rand, una completa esposizione della filosofia di Rand. Chris Matthew Sciabarra discute le idee di Rand e teorizza sulle loro origini intellettuali in Ayn Rand: The Russian Radical (1995). Saggi come On Ayn Rand di Allan Gotthelf (1999), Ayn Rand di Tibor R. Machan (2000) e Objectivism in One Lesson di Andrew Bernstein (2009) offrono brevi introduzioni alle idee di Rand.
Alcuni studiosi hanno enfatizzato l'applicazione dell'Oggettivismo a settori più specifici. Machan ha sviluppato la concezione contestuale della conoscenza umana di Rand (attingendo anche alle intuizioni di J. L. Austin e Gilbert Harman) in opere come Objectivity (2004), e David Kelley ha esplicato le idee epistemologiche di Rand in opere come The Evidence of the Senses (1986) e A Theory of Abstraction (2001). Riguardo al tema dell'etica, Kelley ha sostenuto in opere come Unrugged Individualism (1996) e The Contested Legacy of Ayn Rand (2000) che gli oggettivisti dovrebbero prestare più attenzione alla virtù della benevolenza e porre meno enfasi su questioni di sanzione morale. Le affermazioni di Kelley sono state controverse, e i critici Peikoff e Peter Schwartz hanno argomentato che egli contraddica principi importanti dell'Oggettivismo. Kelley ha utilizzato il termine "Oggettivismo Aperto" per una versione dell'Oggettivismo che implica "un impegno alla discussione e al dibattito ragionati e non dogmatici", "il riconoscimento che l'Oggettivismo è aperto a espansioni, raffinamenti e revisioni", e "una politica di benevolenza verso gli altri, inclusi compagni di viaggio e critici". Contrariamente a Kelley, Peikoff ha caratterizzato l'Oggettivismo come un "sistema chiuso" che non è soggetto a cambiamenti.
Un'autrice che enfatizza l'etica di Rand, Tara Smith, mantiene molte delle idee originali di Rand in opere come Moral Rights and Political Freedom (1995), Viable Values (2000) e Ayn Rand's Normative Ethics (2006). In collaborazione con Peikoff, David Harriman ha sviluppato una teoria dell'induzione scientifica induzione basata sulla teoria dei concetti di Rand in The Logical Leap: Induction in Physics (2010).
Gli aspetti politici della filosofia di Rand sono discussi da Bernstein in The Capitalist Manifesto (2005). In Capitalism: A Treatise on Economics (1996), George Reisman tenta di integrare la metodologia e le intuizioni oggettiviste sia con l'economia classica sia con l'economia austriaca. In psicologia, il professor Edwin A. Locke e Ellen Kenner hanno esplorato le idee di Rand nella pubblicazione The Selfish Path to Romance: How to Love with Passion & Reason. Altri autori hanno esplorato l'applicazione dell'Oggettivismo in campi che vanno dall'arte, come in What Art Is (2000) di Louis Torres e Michelle Marder Kamhi, alla teleologia, come in The Biological Basis of Teleological Concepts (1990) di Harry Binswanger.

## Impatto
Un biografo di Rand afferma che la maggior parte delle persone che leggono le opere di Rand per la prima volta lo fanno nei loro "anni formativi". L'ex protetto di Rand, Nathaniel Branden, ha riferito che Rand ha un "appello particolarmente potente sui giovani", mentre dell'Ayn Rand Institute ha detto che Rand "attira l'idealismo dei giovani". Questo appello ha allarmato numerosi critici della filosofia. Molti di questi giovani in seguito abbandonano la loro opinione positiva su Rand e si dice spesso che abbiano "superato" le sue idee. I sostenitori dell'opera di Rand riconoscono il fenomeno, ma lo attribuiscono alla perdita dell'idealismo giovanile e all'incapacità di resistere alle pressioni sociali per la conformità intellettuale. In contrasto, la storica Jennifer Burns, scrivendo in Goddess of the Market (2009), scrive che alcuni critici "scartano Rand come una pensatrice superficiale che attira solo gli adolescenti", anche se lei pensa che i critici "non colgano la sua significatività" come una "gateway drug" verso la politica di destra.
I filosofi accademici hanno generalmente scartato l'Oggettivismo da quando Rand lo presentò per la prima volta. L'Oggettivismo è stato definito "ferocemente anti-accademico" a causa delle critiche di Rand agli intellettuali contemporanei. David Sidorsky, professore di filosofia morale e politica alla Columbia University, scrive che l'opera di Rand è "fuori dal mainstream" ed è più un'ideologia che una filosofia completa. Il filosofo britannico Ted Honderich osserva di aver deliberatamente escluso un articolo su Rand da The Oxford Companion to Philosophy (Rand è tuttavia menzionata nell'articolo sulla filosofia popolare di Anthony Quinton). Rand è oggetto di voci nella Stanford Encyclopedia of Philosophy, The Dictionary of Modern American Philosophers, lInternet Encyclopedia of Philosophy, The Routledge Dictionary of Twentieth-Century Political Thinkers, e The Penguin Dictionary of Philosophy. Chandran Kukathas scrive in una voce su Rand nella Routledge Encyclopedia of Philosophy, "L'influenza delle idee di Rand era più forte tra gli studenti universitari negli USA ma ha attirato poca attenzione dai filosofi accademici." Kukathas scrive anche che le sue difese del capitalismo e dell'egoismo "l'hanno tenuta fuori dal mainstream intellettuale".
Durante gli anni '90, le opere di Rand erano più probabilmente incontrate nelle aule americane. La Ayn Rand Society, dedicata a promuovere lo studio accademico dell'Oggettivismo, è affiliata alla Divisione Orientale dell'American Philosophical Association. Aristotle studioso e oggettivista Allan Gotthelf, presidente defunto della Società, e i suoi colleghi hanno argomentato a favore di uno studio accademico maggiore dell'Oggettivismo, considerando la filosofia come una difesa unica e intellettualmente interessante del liberalismo classico che vale la pena dibattere. Nel 1999 è iniziata una rivista arbitrata Journal of Ayn Rand Studies. Programmi e borse di studio per lo studio dell'Oggettivismo sono stati supportati presso l'Università di Pittsburgh, University of Texas at Austin e University of North Carolina at Chapel Hill.

### Opere citate
- Neera Badhwar e Roderick T. Long, Ayn Rand, su Edward N. Zalta (a cura di), Stanford Encyclopedia of Philosophy, Autunno 2020. URL consultato il 20 maggio 2021.
- Emily J. Barr, Sex and the Egoist: Measuring Ayn Rand's Fiction Against Her Philosophy, in The Journal of Ayn Rand Studies, vol. 12, n. 2, dicembre 2012,  pp. 193-206, DOI:10.2307/41717247, JSTOR 41717247.
- Norman P. Barry, On Classical Liberalism and Libertarianism, New York, St. Martin's Press, 1987, ISBN 978-0-312-00243-5, OCLC 14134854.
- Andrew Bernstein, Objectivism in One Lesson: An Introduction to the Philosophy of Ayn Rand, Lanham, MD, Hamilton Books, 2009, ISBN 978-0-7618-4359-7.
- Harry Binswanger, Volition as Cognitive Self-Regulation, in Organizational Behavior and Human Decision Processes, vol. 50, n. 2, dicembre 1991,  pp. 154-178, DOI:10.1016/0749-5978(91)90019-P.
- Harry Binswanger, The Biological Basis of Teleological Concepts, Los Angeles, Ayn Rand Institute Press, 1990, ISBN 978-0-9625336-0-0.
- Barbara Branden, The Passion of Ayn Rand, New York, Anchor Books, 1987, ISBN 978-0-385-24388-9.
- Nathaniel Branden, Man: A Being of Volitional Consciousness, in The Psychology of Self-Esteem, Los Angeles, Nash Publishing, 1969, ISBN 978-0-8402-1109-5.
- Eric Burns, 1957: The Year that Launched the American Future, Lanham, Maryland, Rowman & Littlefield, 2020, ISBN 978-1-5381-3995-0.
- Jennifer Burns, Goddess of the Market: Ayn Rand and the American Right, New York, Oxford University Press, 2009, ISBN 978-0-19-532487-7, OCLC 313665028.
- Neil Cocks (a cura di), Questioning Ayn Rand: Subjectivity, Political Economy, and the Arts, Palgrave Studies in Literature, Culture and Economics, Kindle, Cham, Switzerland, Palgrave Macmillan, 2020, ISBN 978-3-030-53072-3.
- Douglas Den Uyl Douglas B. Rasmussen (a cura di), The Philosophic Thought of Ayn Rand, University of Illinois Press, 1984, ISBN 978-0-252-01407-9.
- Mimi Reisel Gladstein, The New Ayn Rand Companion, Westport, CN, Greenwood Press, 1999, ISBN 978-0-313-30321-0, OCLC 40359365.
- Mimi Reisel Gladstein, Ayn Rand, Major Conservative and Libertarian Thinkers series, New York, Continuum, 2009, ISBN 978-0-8264-4513-1, OCLC 319595162.
- Allan Gotthelf, On Ayn Rand, Wadsworth Publishing, 2000, ISBN 978-0-534-57625-7.
- Allan Gotthelf Gregory Salmieri (a cura di), A Companion to Ayn Rand, Blackwell Companions to Philosophy, Chichester, United Kingdom, Wiley Blackwell, 2016, ISBN 978-1-4051-8684-1.
- Allan Gotthelf James G. Lennox (a cura di), Metaethics, Egoism, and Virtue: Studies in Ayn Rand's Normative Theory, Ayn Rand Society Philosophical Studies, Pittsburgh, University of Pittsburgh Press, 2010, ISBN 978-0-8229-4400-3, OCLC 617508678.
- Jenny A. Heyl, Ayn Rand (1905–1982), in Mary Ellen Waithe (a cura di), Contemporary Women Philosophers: 1900–today, Boston, Kluwer Academic Publishers, 1995,  pp. 207-224, ISBN 978-0-7923-2808-7, OCLC 30029022.
- Stephen R. C. Hicks, Ayn Rand (1905-1982), su Internet Encyclopedia of Philosophy, 7 luglio 2005. URL consultato il 15 marzo 2011.
- Erika Holzer, Ayn Rand: My Fiction Writing Teacher, Indio, CA, Madison Press, 2005, ISBN 978-0-615-13041-5, OCLC 70662150.
- Ted Honderich, The Oxford Companion to Philosophy, New York, Oxford University Press, 2005, ISBN 978-0-19-926479-7.
- David Kelley, The Evidence of the Senses: A Realist Theory of Perception, Baton Rouge, Louisiana State University Press, 1986, ISBN 978-0-8071-1268-7.
- Chandran Kukathas, Rand, Ayn (1905–82), in Edward Craig (a cura di), Routledge Encyclopedia of Philosophy, vol. 8, New York, Routledge, 1998,  pp. 55-56, ISBN 978-0-415-07310-3, OCLC 318280731.
- Tibor R. Machan, Ayn Rand, Masterworks in the Western Tradition, New York, Peter Lang Publishing, 2000, ISBN 978-0-8204-4144-3, OCLC 41096316.
- Leonard Peikoff, The Ominous Parallels: The End of Freedom in America, New York, Stein and Day, 1982, ISBN 978-0-8128-2850-4.
- Leonard Peikoff, Why Should One Act on Principle?, in The Intellectual Activist, vol. 4, n. 20, 27 febbraio 1989.
- Leonard Peikoff, Fact and Value, in The Intellectual Activist, vol. 5, n. 1, 18 maggio 1989.
- Leonard Peikoff, Objectivism: The Philosophy of Ayn Rand, New York, Dutton, 1991, ISBN 978-0-452-01101-4.
- Ayn Rand, Atlas Shrugged, 35th anniversary, New York, Dutton, 1992  [1957], ISBN 978-0-525-94892-6.
- Ayn Rand, For the New Intellectual, New York, Random House, 1961.
- Ayn Rand, The Virtue of Selfishness, paperback, New York, Signet, 1964, ISBN 978-0-451-16393-6.
- Ayn Rand, Capitalism: The Unknown Ideal, paperback 2nd, New York, Signet, 1967  [1966].
- Ayn Rand, Philosophy: Who Needs It, a cura di Leonard Peikoff, paperback, New York, Signet, 1982, ISBN 978-0-451-13249-9.
- Ayn Rand, Introduction to Objectivist Epistemology, a cura di Harry Binswanger Leonard Peikoff, New York, Meridian, 1990, ISBN 978-0-452-01030-7.
- Ayn Rand, The Romantic Manifesto, paperback, New York, Signet, 1971.
- Ayn Rand, Ayn Rand Answers, the Best of Her Q&A, a cura di Robert Mayhew, New York, New American Library, 2005, ISBN 978-0-451-21665-6.
- Gregory Salmieri e Allan Gotthelf, Ayn Rand, in John Shook (a cura di), The Dictionary of Modern American Philosophers, London, Thoemmes Continuum, 2005, ISBN 978-1-84371-037-0.
- Peter Schwartz, On Moral Sanctions, in The Intellectual Activist, vol. 5, n. 1, 18 maggio 1989. URL consultato il 29 maggio 2009 (archiviato dall'url originale il 6 agosto 2013).
- Chris Matthew Sciabarra, Ayn Rand: The Russian Radical, University Park, Pennsylvania State University Press, 1995, ISBN 978-0-271-01440-1, OCLC 31133644.
- Chris Matthew Sciabarra, Ayn Rand: The Russian Radical, University Park, Pennsylvania State University Press, 2013, ISBN 978-0-271-06227-3, OCLC 853618653.
- Tara Smith, Viable Values: A Study of Life as the Root and Reward of Morality, Lanham, MD, Rowman & Littlefield, 2000, ISBN 978-0-8476-9760-1, OCLC 42397381.
- Tara Smith, Ayn Rand's Normative Ethics: The Virtuous Egoist, New York, Cambridge University Press, 2006, ISBN 978-0-521-86050-5, OCLC 60971741.
- Tara Smith, Moral Rights and Political Freedom, Lanham, MD, Rowman & Littlefield, 1997, ISBN 978-0-8476-8026-9, OCLC 31710378.
- Louis Torres e Michelle Marder Kamhi, What Art Is: The Esthetic Theory of Ayn Rand, Chicago, Open Court Publishing, 2000, ISBN 978-0-8126-9372-0, OCLC 43787446.
- Jacqueline Stevens, Ayn Rand, in Robert Benewick Philip Green (a cura di), The Routledge Dictionary of Twentieth-Century Political Thinkers, 2ª ed., London, Routledge, 1998,  pp. 263–264, ISBN 978-0-415-15881-7.
- Jennifer Burns, Goddess of the Market: Ayn Rand and the American Right, New York, Oxford University Press, 2009, ISBN 978-0195324877.